# Kevin Drury
Kevin Drury (Toronto, 20 juli 1988) is een Canadese freestyleskiër. Hij vertegenwoordigde zijn vaderland op de Olympische Winterspelen 2018 in Pyeongchang.

## Carrière
Drury maakte zijn wereldbekerdebuut op 5 december 2015 in Montafon. Een week later scoorde hij, dankzij een tiende plaats in Val Thorens, zijn eerste wereldbekerpunten. Op de wereldkampioenschappen freestyleskiën 2017 in de Spaanse Sierra Nevada eindigde de Canadees als 27e op de skicross. In december 2017 stond Drury in Arosa voor de eerste maal in zijn carrière op het podium van een wereldbekerwedstrijd. Tijdens de Olympische Winterspelen van 2018 in Pyeongchang eindigde hij als vierde op de skicross. Op 4 maart 2018 boekte de Canadees in Sunny Valley zijn eerste wereldbekerzege.
In Park City nam Drury deel aan de wereldkampioenschappen freestyleskiën 2019. Op dit toernooi veroverde hij de bronzen medaille op de skicross.

## Resultaten

### Olympische Winterspelen
| Jaar | Plaats      | Resultaten  |
| ---- | ----------- | ----------- |
| 2018 | Pyeongchang | 4e Skicross |

### Wereldkampioenschappen
| Jaar | Plaats        | Resultaten   |
| ---- | ------------- | ------------ |
| 2017 | Sierra Nevada | 27e Skicross |
| 2019 | Park City     | Skicross     |

### Wereldbeker
Eindklasseringen
| Seizoen   | Algm | SX    |
| --------- | ---- | ----- |
| 2015/2016 | 80e  | 17e   |
| 2016/2017 | 45e  | 8e    |
| 2017/2018 | 15e  | Brons |
| 2018/2019 | 49e  | 11e   |
| 2019/2020 | 4e   | Goud  |

Wereldbekerzeges
| Datum            | Plaats       | Onderdeel |
| ---------------- | ------------ | --------- |
| 4 maart 2018     | Sunny Valley | Skicross  |
| 6 december 2019  | Val Thorens  | Skicross  |
| 17 december 2019 | Arosa        | Skicross  |
| 21 december 2019 | Innichen     | Skicross  |
| 1 februari 2020  | Megève       | Skicross  |